# Drosophila bodemannae
Drosophila bodemannae är en tvåvingeart som beskrevs av Pipkin och Heed 1964. Drosophila bodemannae ingår i släktet Drosophila och familjen daggflugor.
Artens utbredningsområde är Panama.